# Olsztyn Likusy
Olsztyn Likusy – mijanka i przystanek osobowy przy ul. Bałtyckiej w Olsztynie, w województwie warmińsko-mazurskim. 
W marcu 2019 r. PKP PLK rozstrzygnęły przetarg na remont odcinka linii kolejowej nr 220, obejmujący budowę przystanku. Natomiast w kwietniu 2019 roku podpisano umowę z konsorcjum Torhamer – Rajbud na prace projektowe i budowlane na linii kolejowej nr 220 na odcinku Olsztyn – Gutkowo. Wartość prac to 66,1 mln zł netto.
Przystanek otwarto 13 czerwca 2021.
Na przystanku Olsztyn Likusy zlokalizowana jest mijanka, która pozwala na zwiększenie przepustowości linii kolejowej nr 220. 

## Ruch pasażerski
| Rok  | Wymiana pasażerska na dobę |
| ---- | -------------------------- |
| 2017 | –                          |
| 2022 | 20-49                      |